# Salvatore Boccaccio

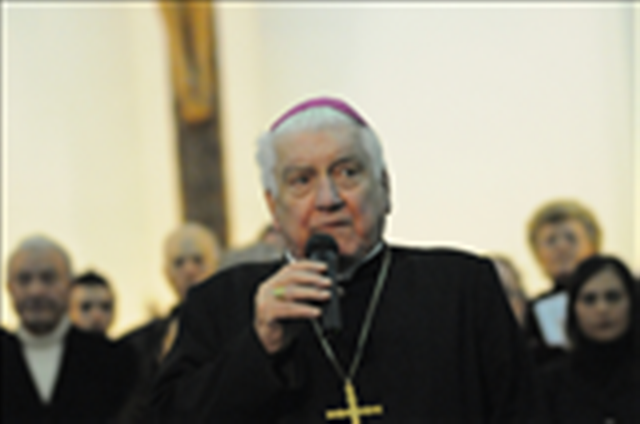
Bischof Salvatore Boccaccio

Salvatore Boccaccio (* 18. Juni 1938 in Rom; † 18. Oktober 2008 in Frosinone) war römisch-katholischer Bischof des Bistums Frosinone-Veroli-Ferentino.

## Leben
Salvatore Boccaccio trat 1950 in das Päpstliche Römische Priesterseminar ein und studierte Philosophie und Theologie an der Päpstlichen Lateranuniversität, wo er auch in Religionssoziologie promoviert wurde. Er empfing am 9. März 1963 die Priesterweihe für das Bistum Rom durch Luigi Kardinal Traglia. Von 1963 bis 1978 war er Pfarrer in einigen wichtigen römischen Pfarreien, von 1968 bis 1973 unterrichtete er Religion an verschiedenen Schulen in Stadtteilen Roms, die Probleme mit Jugendkrawallen hatten. Von 1975 bis 1983 war er im Status eines Vikars zuständig für die Università Cattolica del Sacro Cuore, von 1978 bis 1983 zudem für die Opera Romana Pellegrinaggi. Von 1983 bis 1987 war er Pfarrer der römischen Großgemeinden Santa Brigida und San Luca.
Er wurde 1987 von Papst Johannes Paul II. zum Weihbischof im Bistum Rom bestellt und zum Titularbischof von Ulpiana ernannt. Die Bischofsweihe spendete ihm am 7. Dezember 1987 der Generalvikar von Rom Ugo Kardinal Poletti in der Lateranbasilika; Mitkonsekratoren waren Erzbischof Ennio Appignanesi und sein Amtsvorgänger Weihbischof Plinio Pascoli. Er war als Bischofsvikar zuständig für den Norden Roms. 1992 wurde er zum Koadjutorbischof des Bistums Sabina-Poggio Mirteto bestellt und nach dem Tod von Nicola Rotunno zum Bischof von Sabina-Poggio Mirteto ernannt. Neben vielen Mandaten war er unter anderem Mitglied der Kongregation für die Selig- und Heiligsprechungsprozesse, des Päpstlichen Rates der Seelsorge für die Migranten und Menschen unterwegs sowie der Kommission „Sport, Tourismus und Freizeit“ der Chiesa cattolica in Italia.
Seit 1999 war er Bischof des Bistums Frosinone-Veroli-Ferentino. Aufgrund gesundheitlicher Beeinträchtigungen wurde ihm im Juli 2008 Ambrogio Spreafico als Koadjutor an die Seite gestellt.
Salvatore Boccaccio pilgerte im Juni 2005 nach Međugorje.